# اشتابی
اشتابی، روستایی از توابع بخش مرکزی شهرستان خمیر در استان هرمزگان ایران است.

## جمعیت
این روستا در دهستان کهورستان قرار دارد و براساس سرشماری مرکز آمار ایران در سال ۱۳۸۵، جمعیت آن زیر سه خانوار بوده‌است.